# Speranza Motors

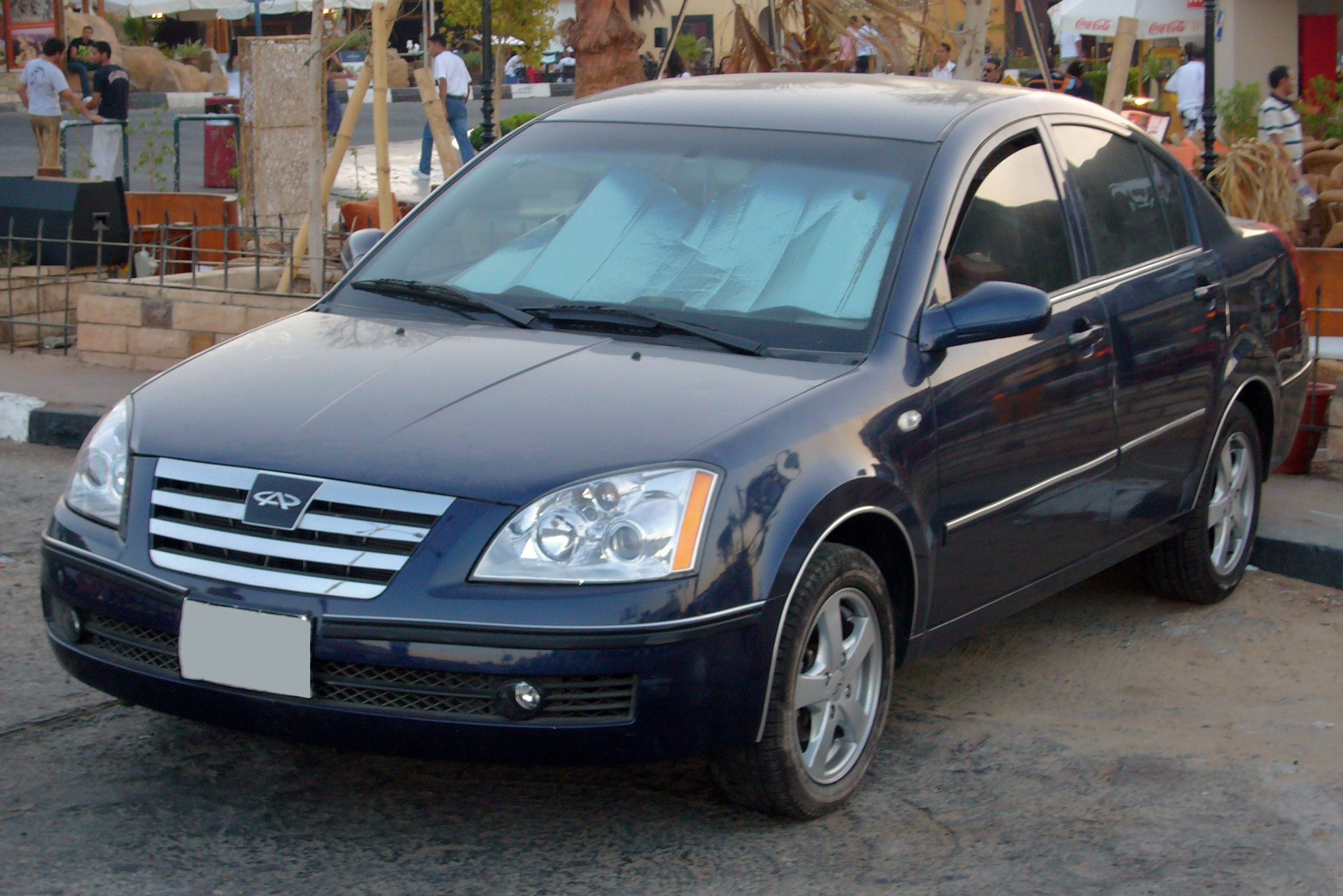
Speranza Chery A5

Speranza Motors, Ltd —єгипетський виробник автомобілів.  Штаб-квартира розташована в в Маадії південному передмістті столиці Єгипту Каїрі. Є частиною концерну Daewoo Motor Єгипет (DME), який сам належить до Aboul Fotouh Group. Завод концерну розташований у місті ім. 6-жовтня.
Компанія була заснована на початку 80-х років XX ст., як імпортер японських автомобілів. Складальний цех розпочав свою діяльність з виробництва автомобілів Daewoo середнього класу у 1998 році. У 2006 році компанія розпочала складання автомобілів китайської марки Chery. Всі автомобілі, що виробляються на заводах компанії, випускаються під торговою маркою Speranza.